# Преэклампсия
Преэклампси́я — мультисистемное патологическое состояние, возникающее во второй половине беременности. Характеризуется артериальной гипертензией в сочетании с протеинурией (более 0,3 г/л в суточной моче), нередко отёками и полиорганной недостаточностью.

## Актуальность проблемы
Преэклампсия — одна из самых актуальных проблем современного акушерства, поскольку не имеет достоверных ранних прогностических и диагностических признаков, действенных мер профилактики и лечения. С этим заболеванием связана высокая как материнская, так и перинатальная смертность, которая колеблется от 12,1 до 23,2 %. Кроме того, увеличилось количество малосимптомных и атипичных форм преэклампсии.

## Этиология и патогенез
До конца не изучены, существует множество гипотез этиологии и патогенеза преэклампсии (более 40). В современности наиболее распространена гипотеза патогенеза, в которой ключевую роль играет дисбаланс ангиогенных и антиангиогенных факторов (таких, как например, VEGF, PGF и их рецепторов, относящихся к тирозинкиназам), возникающий вследствие гипоксии плаценты.

## Факторы риска
- преэклампсия в анамнезе;
- генетическая предрасположенность;
- хронические заболевания почек;
- аутоиммунные заболевания, такие как, системная красная волчанка, антифосфолипидный синдром;
- сахарный диабет;
- многоплодная беременность;
- врожденные и приобретенные тромбофилии;
- сосудистые заболевания;
- возраст беременной менее 20 или более 35 лет;
- ожирение;
- употребление наркотических веществ.

## Оценка риска преэклампсии
Крайне важным является выявление женщин с высоким риском развития преэклампсии на этапе подготовки к беременности и на ранних сроках беременности (в первом триместре на этапе проведения первого пренатального скрининга) .
Скрининговые исследования по оценке риска преэклампсии включают в себя сочетание материнских факторов (преэклампсия в предыдущую беременность, семейный анамнез, возраст матери, хронические заболевания и другие факторы), среднего артериального давления, индекса пульсации маточных артерий и концентрации в крови плацентарного фактора роста PlGF и ассоциированного с беременностью белка плазмы-А PAPP-A. Ранний скрининг с использованием плазменных биомаркеров и визуализирующих исследований позволяет проводить раннее вмешательство и возможную профилактику заболеваний .
Высокий риск преэклампсии связан с высокими цифрами среднего артериального давления и пульсационного индекса маточных артерий, а также низкими значениями плацентарного фактора роста (PlGF) .

## Классификация
По сроку гестоза:
- ранняя преэклампсия (до 34 недель);
- поздняя преэклампсия (после 34 недель);
- послеродовая преэклампсия.

По тяжести течения:
- умеренная;
- тяжёлая.

## Клиническая картина
При умеренной преэклампсии жалобы, как правило, отсутствуют или имеются отёки и незначительное повышение артериального давления.
При тяжёлой преэклампсии к отёкам и повышенному артериальному давлению присоединяются головная боль, рвота, тошнота, нарушение зрения (мелькание «мушек»), гипертермия, возбуждение или сонливость, боли в эпигастрии.
Артериальная гипертензия может быть как моносимптомом при ПЭ, так и возникать вместе с протеинурией и отёками. Протеинурия считается патологической, когда количество белка в суточной моче превышает 0,3 г/л.
Умеренные отёки, возникающие ближе к вечеру, не являются признаками преэклампсии и возникают у 50—80 % беременных с физиологически протекающей беременностью. Стойкие отёки — ранний симптом ПЭ.
Существуют скрытые отёки — прибавка массы тела на 500г или более за одну неделю, никтурия и снижение диуреза.
Явные отёки подразделяют по степеням:
I степень — отёки нижних и верхних конечностей
II степень — отёки нижних и верхних конечностей, стенки живота.
III степень —отёки нижних и верхних конечностей, стенки живота и лица.
IV степень — анасарка.

## Диагностические критерии
Диагностические критерии преэклампсии:
- систолическое артериальное давление выше 140 мм.рт.ст и/или диастолическое артериальное давление выше 90 мм.рт.ст при двукратном измерении с разницей в 4 часов;
- протеинурия (более 0,3 г/л в суточной моче).

Критерии тяжёлой ПЭ — появление одного из признаков:
- систолическое артериальное давление выше 160 мм.рт.ст. и/или диастолическое артериальное давление выше 110 мм.рт.ст. при двух измерениях, произведенных с интервалом 15 минут;
- протеинурия более 5 г/сут;
- олигурия менее 500 мл/сут;
- отёки III—IV степени;
- неврологические или зрительные нарушения;
- отёк лёгких, цианоз;
- боли в эпигастрии или правом подреберье;
- нарушение работы печени (повышение активности АСТ, АЛТ более 70 МЕ/л);
- выраженная гипопротеинемия менее 50г/л;
- тромбоцитопения менее 100⋅109/л;
- появление симптомов страдания плода.

## Лечение
Лечение зависит от тяжести преэклампсии. При умеренной преэклампсии показаны госпитализация и назначение гипотензивной терапии (необходимо снижать артериальное давление во избежание неблагоприятных последствий). При прогрессировании симптомов преэклампсии, ухудшении состояния плода и высоком риске перехода её в эклампсию, показано родоразрешение независимо от срока гестации.

## Последствия преэклампсии для матери и плода
Во всем мире преэклампсия занимает 3-4 место среди причин материнской смертности, а также является одной из основных причин невынашивания беременности и перинатальной смертности .
При значительном повышении артериального давления у матери нарушается механизм регуляции тонуса мозговых сосудов, что способствует возникновению петехиальных и массивных внутримозговых кровоизлияний (геморрагический инсульт). Тяжелая преэклампсия у беременных может спровоцировать отслойку сетчатки, отёк легких, отёк головного мозга, поражение печени, HELLP-синдром . Спустя годы после беременности, осложненной преэклампсией, женщины подвергаются повышенному риску сердечно сосудистых заболеваний (ишемическая болезнь сердца, инфаркты, инсульты), хронической гипертонии, метаболических нарушений (сахарный диабет 2 типа), цереброваскулярных заболеваний, заболеваний почек (хроническая почечная недостаточность), тромбоэмболии, гипотиреоза и даже нарушения памяти . В настоящее время единственным радикальным лечением преэклампсии является прерывание беременности и родоразрешение, даже если прогноз для плода крайне неблагоприятный (срок менее 25-26 недель беременности). Женщинам с легкой преэклампсией на преждевременной стадии беременности обычно показано выжидательное ведение для улучшения зрелости плода, часто требующее медицинского лечения матери .
Малый гестационный возраст, плацентарная недостаточность и глубокая гипоксия плода являются основными факторами риска антенатальной гибели плода и неонатальной заболеваемости. У детей с недостаточным сроком гестации от женщин с преэклампсией регистрируются нарушения физического и психического развития, высокий процент соматических заболеваний. Рост заболеваемости и смертности, наблюдаемый у новорожденных в результате беременностей, осложненных преэклампсией, также обусловлен изменениями в ангиогенных и провоспалительных факторах, которые напрямую влияют на здоровье новорожденных. Ранняя преэклампсия связана с задержкой роста плода. Большинство исследований подтверждают ее связь с респираторным дистресс-синдромом и бронхолегочной дисплазией (БЛД), с самым высоким риском при задержке роста плода .
Было доказано, что сама по себе задержка внутриутробного роста является изолированным фактором риска развития гипертонии и других сердечно-сосудистых заболеваний. Однако даже у младенцев, родившихся в результате беременности с предэклампсией и весом более 2,5 кг, в детском и подростковом возрасте наблюдается значительное повышение систолического артериального давления. Также были показаны другие различия, включая задержку физического развития и созревания сенсомоторных рефлексов, увеличение индекса массы тела (ИМТ), изменения в нейроанатомии и снижение когнитивных функций, а также гормональные изменения. Показано, что в раннем подростковом возрасте у потомства как мужского, так и женского пола при преэкламптической беременности повышается уровень тестостерона, в то время как у потомства мужского пола снижается уровень дегидроэпиандростерона сульфата, объем яичек и циркулирующий альдостерон. Эти различия могут привести к изменениям в половом созревании и способствовать развитию гипертонии и сердечно-сосудистого риска .